# El Passet
EL Passet és un llac d'origen glacial dels Pirineus, del terme comunal de Portè, de l'Alta Cerdanya, a la Catalunya del Nord.
És a a la vall del Riu de Querol, a la zona est del terme de Portè, al nord del Bosc Comunal de Portè - Pimorent, a llevant del poble de Portè i al nord-oest de la Serra de la Portella de Bac d'Hortell.
Aquest estany és molt concorregut per les rutes excursionistes que recorren els Pirineus de la zona occidental de la Cerdanya.